# Un but pour la gloire
Pour plus de détails, voir Fiche technique et Distribution.
Un but pour la gloire (A Shot at Glory) est un film dramatique américain de Michael Corrente sorti en 2000.

## Synopsis
Gordon McLeod (Robert Duvall) est l'entraîneur de l'équipe écossaise de football, Kilnockie FC. Le propriétaire américain du club, Peter Cameron (Michael Keaton), désireux de voir son club évoluer à un meilleur niveau et de gagner la Coupe d'Écosse, décide d'engager un nouveau joueur, Jackie Mc Quillan (Ally McCoist) et ce contre l'avis du coach.

Jackie Mc Quillan est un ancien joueur professionnel et buteur reconnu, mais surtout est l'ancien gendre du coach Mc Leod et possède une réputation sulfureuse.
Si l'alchimie ne prend pas et rien ne change, le président du club emmènera son club s'installer à Dublin, en Irlande...

## Fiche technique
- Réalisateur : Michael Corrente
- Assistant réalisateur : Brian W. Cook
- Musique : Mark Knopfler
- Société de distribution : Mac Releasing
- Langue : anglais
- Dates de sortie :
  -  Canada : 11 septembre 2000 (Festival international du film de Toronto) (première)

## Distribution
- Robert Duvall : Gordon McLeod
- Michael Keaton (VF : Jean-Didier Aïssy[1]) : Peter Cameron
- Ally McCoist : Jackie Mc Quillan
- Kirsty Mitchell : Kate McQuillan
- Brian Cox : Martin Smith
- Cole Hauser : Kelsey O'Brian
- Daniel Healy : Enfant dans la rue #2
- Didier Agathe : un joueur des Glasgow Rangers

## Bande originale
La musique originale du film est composée par le chanteur et guitariste Mark Knopfler.

## Erreur
Sur la jaquette de l'édition française du DVD, pau en 2010, il est fait référence, par deux fois, au Pays de Galles et non à l'Écosse.

## Lieu de tournage
Les scènes se déroulant dans le stade ont été tournées au Palmerston Park de Dumfries.